# Хејхачиро Того
Хејхачиро Того (јап. 東郷 平八郎, Togo Heihachiro; Кагошима, 27. јануар 1848 — Токио, 30. мај 1934) био је јапански адмирал. У Првом јапанско-кинеском рату 1894–1895 учествовао је као командант крстарице Naniwa. Као поборник линијске тактике, заслужан је за изградњу јапанске флоте бојних бродова јаке оклопне заштите и артиљерије великог калибра. У Руско-јапанском рату (1904–1905) командовао је Комбинованом флотом. Изненадним нападом разарача на руску флоту у Порт Артуру ноћу 8-9. фебруара 1904. и њеном блокадом, извојевао је превласт на мору, а потом вештим командовањем у бици у Жутом мору 10. августа разбио је Прву тихоокеанску ескадру. У бици код Цушиме 27. и 28. маја 1905. на челу надмоћнијих снага уништио је Другу тихоокеанску ескадру, што је битно утицало на исход рата. До 1909. био је начелник јапанског Адмиралштаба и члан Врховног војног савета. О бици код Цушиме је написао књигу.